# 正规扩张
正规扩张是抽象代数中的概念，属于域扩张中的一类。一个有限扩张L/K是正规扩张当且仅当扩域L是多项式环K[X]中的某个多项式的分裂域。布尔巴基学派将这类扩张称为“准伽罗瓦扩张”。正规扩张是代数扩张的一种。

## 定义
正规扩张的定义不止一种，以下三个准则都可以刻画正规扩张，是三个等价的定义。域扩张L/K是正规扩张当且仅当它满足以下三个等价条件中任意一个：
1. L是多项式环K[X]中的某一族多项式的分裂域。
2. 设Kalg是一个包含了L的K的代数闭包。对于L在Kalg上的每一个嵌入σ，只要它限制在K上的部分是平凡的（即为恒等映射：σ(x) = x），那么就有σ(L) = L。换句话说，L在Kalg上的每一个K-嵌入σ都是一个L上的K-自同构。
3. 任意一个K[X]上的不可约多项式，只要它在L中有一个根，那么就可以在L[X]分解成一次因式的乘积（或者说全部的根都在L中）。

## 例子
{\displaystyle \mathbb {Q} ({\sqrt {2}})}是{\displaystyle \mathbb {Q} }的一个正规扩张，因为它是{\displaystyle \mathbb {Q} }上的多项式{\displaystyle x^{2}-2}的分裂域。然而，{\displaystyle \mathbb {Q} ({\sqrt[{3}]{2}})}并不是{\displaystyle \mathbb {Q} }的一个正规扩张，因为{\displaystyle \mathbb {Q} }上的不可约多项式{\displaystyle x^{3}-2}有一个根：{\displaystyle {\sqrt[{3}]{2}}}在{\displaystyle \mathbb {Q} ({\sqrt[{3}]{2}})}里面，但它的另外两个根：{\displaystyle {\sqrt[{3}]{2}}\left({\frac {-1-{\sqrt {3}}i}{2}}\right)}和{\displaystyle {\sqrt[{3}]{2}}\left({\frac {-1+{\sqrt {3}}i}{2}}\right)}都是複數，不在{\displaystyle \mathbb {Q} ({\sqrt[{3}]{2}})}里面。只有在加入了三次单位根：{\displaystyle \omega ={\frac {-1+{\sqrt {3}}i}{2}}}后的扩域{\displaystyle \mathbb {Q} ({\sqrt[{3}]{2}},\omega )}才是一个正规扩张。
也可以用正规扩张的第二个定义来证明{\displaystyle \mathbb {Q} ({\sqrt[{3}]{2}})}不是{\displaystyle \mathbb {Q} }的正规扩张。设域{\displaystyle \mathbb {A} }是由所有复代数数生成的扩域，则{\displaystyle \mathbb {A} }是{\displaystyle \mathbb {Q} }的一个代数闭包，并且{\displaystyle \mathbb {Q} ({\sqrt[{3}]{2}})}在{\displaystyle \mathbb {A} }里面。另一方面，
{\displaystyle \mathbb {Q} ({\sqrt[{3}]{2}})=\{a+b{\sqrt[{3}]{2}}+c{\sqrt[{3}]{4}}\in \mathbb {A} \,|\,a,b,c\in \mathbb {Q} \}}
并且，如果记{\displaystyle \zeta ={\sqrt[{3}]{2}}\left({\frac {-1+{\sqrt {3}}i}{2}}\right)}是{\displaystyle x^{3}-2}的复根之一，那么映射：
{\displaystyle {\begin{array}{lccc}\sigma :&\mathbb {Q} ({\sqrt[{3}]{2}})&\longrightarrow &\mathbb {A} \\&a+b{\sqrt[{3}]{2}}+c{\sqrt[{3}]{4}}&\mapsto &a+b\zeta +c\zeta ^{2}\end{array}}}
是{\displaystyle \mathbb {Q} ({\sqrt[{3}]{2}})}在{\displaystyle \mathbb {A} }上的一个嵌入，并且它限制在{\displaystyle \mathbb {Q} }上的部分是平凡的（将{\displaystyle \mathbb {Q} }中元素映射到自己）。但是σ并不是{\displaystyle \mathbb {Q} ({\sqrt[{3}]{2}})}上的自同构。
更一般地，对每一个素数p，域扩张{\displaystyle \mathbb {Q} ({\sqrt[{p}]{2}},\zeta _{p})}都是{\displaystyle \mathbb {Q} }的一个正规扩张，扩张的次数是p(p - 1)。{\displaystyle \mathbb {Q} ({\sqrt[{p}]{2}},\zeta _{p})}是{\displaystyle \mathbb {Q} }上的多项式{\displaystyle x^{p}-2}的分裂域。其中的{\displaystyle \zeta _{p}}是任意一个复数p次单位根。

## 性质
设有域扩张L/K，那么：
- 如果L是K的正规扩张，并且F是一个子扩张（也就是说有扩张K⊂F⊂L）那么L也是F的正规扩张。
- 如果L的子域E和F都是K的正规扩张，那么两者的复合扩张EF（指L的子域中同时包含E和F的最小者）以及两者的交E∩F也都是K的正规扩张。

## 正规闭包
设有域扩张L/K，那么总存在域扩张M/L，使得M/K是正规扩张。在同构意义上，“最小”的这样的扩张是唯一。即是说，其他的域扩张N/L如果使得N/K是正规扩张，那么总存在N/L的子扩张M'/L，使得M'同构于M。这个唯一的“最小”正规扩张M/L称为域扩张L/K的正规闭包。
如果L/K是有限扩张，那么它的正规闭包M/L也是有限扩张（因此M/K也是有限扩张）。